# Albert Nasse
Albert F. "Al" Nasse (Saint Louis, Missouri, 2 de juliol de 1878 – Saint Louis, 21 de novembre de 1910) va ser un remer estatunidenc que va competir a principis del segle xx.
El 1904 va prendre part en els Jocs Olímpics de Saint Louis, on va guanyar la medalla d'or en la prova de quatre sense timoner del programa de rem, formant equip amb Arthur Stockhoff, August Erker i George Dietz.